# Nick Clausen
 Der er flere personer med dette navn, se Nick Clausen (bokser).
Nick Clausen (født 30. maj 1988) er dansk børne- og ungdomsforfatter.
Han er født og opvokset i Nordjylland.
Nick Clausen debuterede i 2009 med den korte horrorroman Tidevandet, og har efterfølgende udgivet en række bøger som strækker sig over genrer som krimi, horror, fantasy og psykologisk drama.